# Strażnica WOP Kiry
Strażnica WOP Rostki/Kiry – podstawowy pododdział graniczny Wojsk Ochrony Pogranicza pełniący służbę ochronną na granicy polsko-czechosłowackiej.

## Formowanie i zmiany organizacyjne
Strażnica została sformowana w 1945 w strukturze 41 komendy odcinka jako 189 strażnica WOP (Rostki) o stanie 56 żołnierzy. Kierownictwo strażnicy stanowili: komendant strażnicy, zastępca komendanta do spraw polityczno-wychowawczych i zastępca do spraw zwiadu. Strażnica składała się z dwóch drużyn strzeleckich, drużyny fizylierów, drużyny łączności i gospodarczej. Etat przewidywał także instruktora do tresury psów służbowych oraz instruktora sanitarnego.
W związku z reorganizacją oddziałów WOP w 1948, strażnica podporządkowana została dowódcy 55 batalionu OP.
Od 15 marca 1954 wprowadzono nową numerację strażnic. Strażnica I kategorii otrzymała numer 193 
W 1956 rozpoczęto numerowanie strażnic na poziomie brygady. Strażnica I kategorii Kiry była 7. w 3 Brygadzie Wojsk Ochrony Pogranicza .
W 1963 rozformowano strażnicę Kiry, a na jej miejscu sformowano strażnicę ćwiczebną.

## Ochrona granicy
W 1960 15 strażnica WOP Kiry II kategorii ochraniała odcinek granicy państwowej o długości 25 448 m od znaku granicznego (wł.) II/231 do zn. gr. II/263 (wył.).
Strażnice sąsiednie:
- 188 strażnica WOP Kuźnice ⇔ 190 strażnica WOP Chochołów – 1946
- strażnica WOP Zakopane ⇔ strażnica WOP Podczerwone – 1957

## Dowódcy strażnicy
- por. Stefan Chorążkiewicz (?-1953)
- chor. Henryk Wróbel (1953-?)